# Laccophilus seyrigi
Laccophilus seyrigi är en skalbaggsart som beskrevs av Guignot 1937. Laccophilus seyrigi ingår i släktet Laccophilus och familjen dykare. Inga underarter finns listade i Catalogue of Life.